# Georges-Marie Haardt
Pour les articles homonymes, voir Haardt.
Georges-Marie Haardt, né le 12 juillet 1884 à Naples et mort le 16 mars 1932 à Hong Kong, est un industriel et explorateur français d'origine belge, directeur général et vice-président dans les débuts des Automobiles Citroën pendant vingt ans et ami proche d'André Citroën.

## Biographie

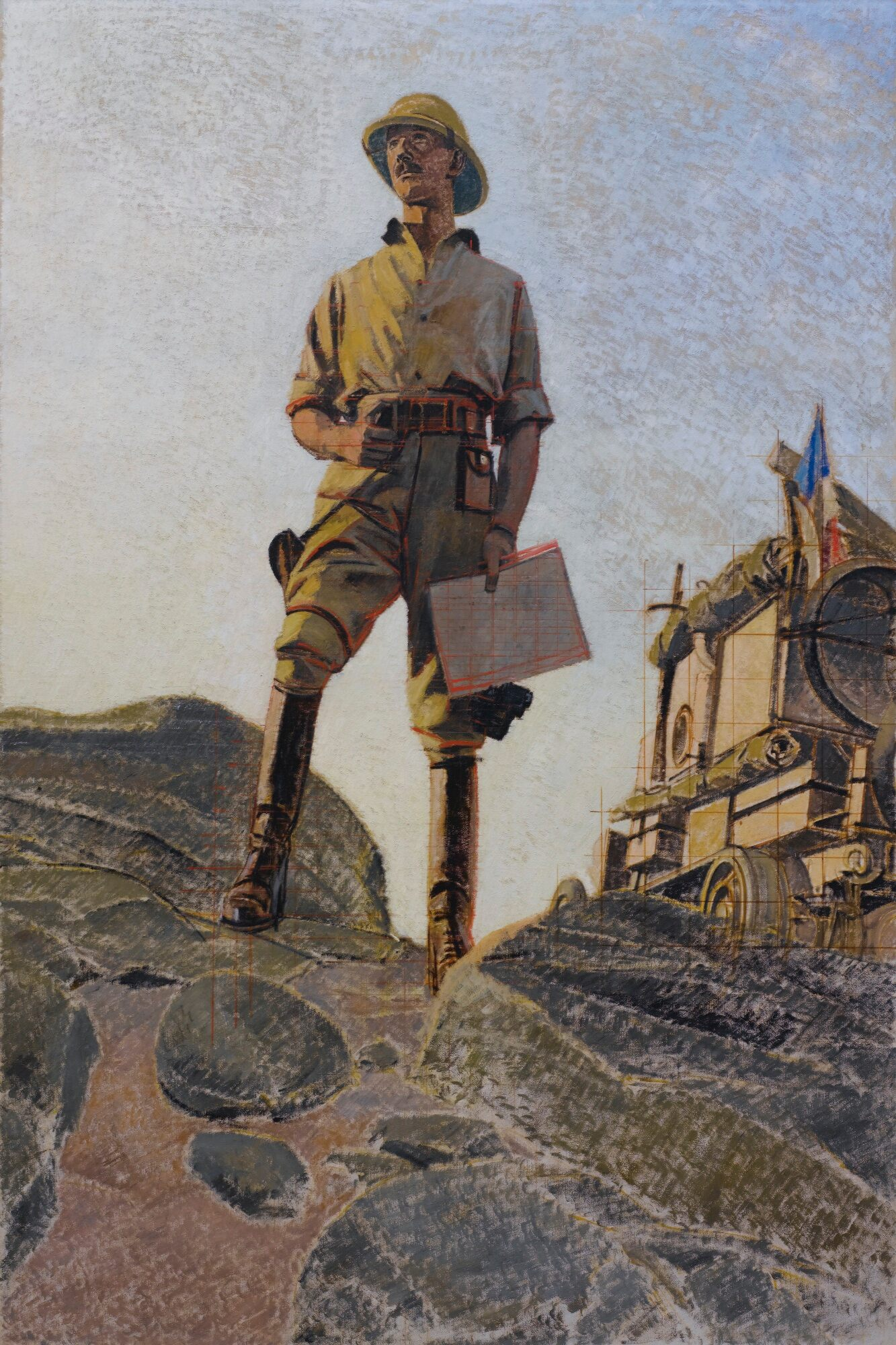
Bernard Boutet de Monvel, Portrait de Georges-Marie Haardt, 1925.

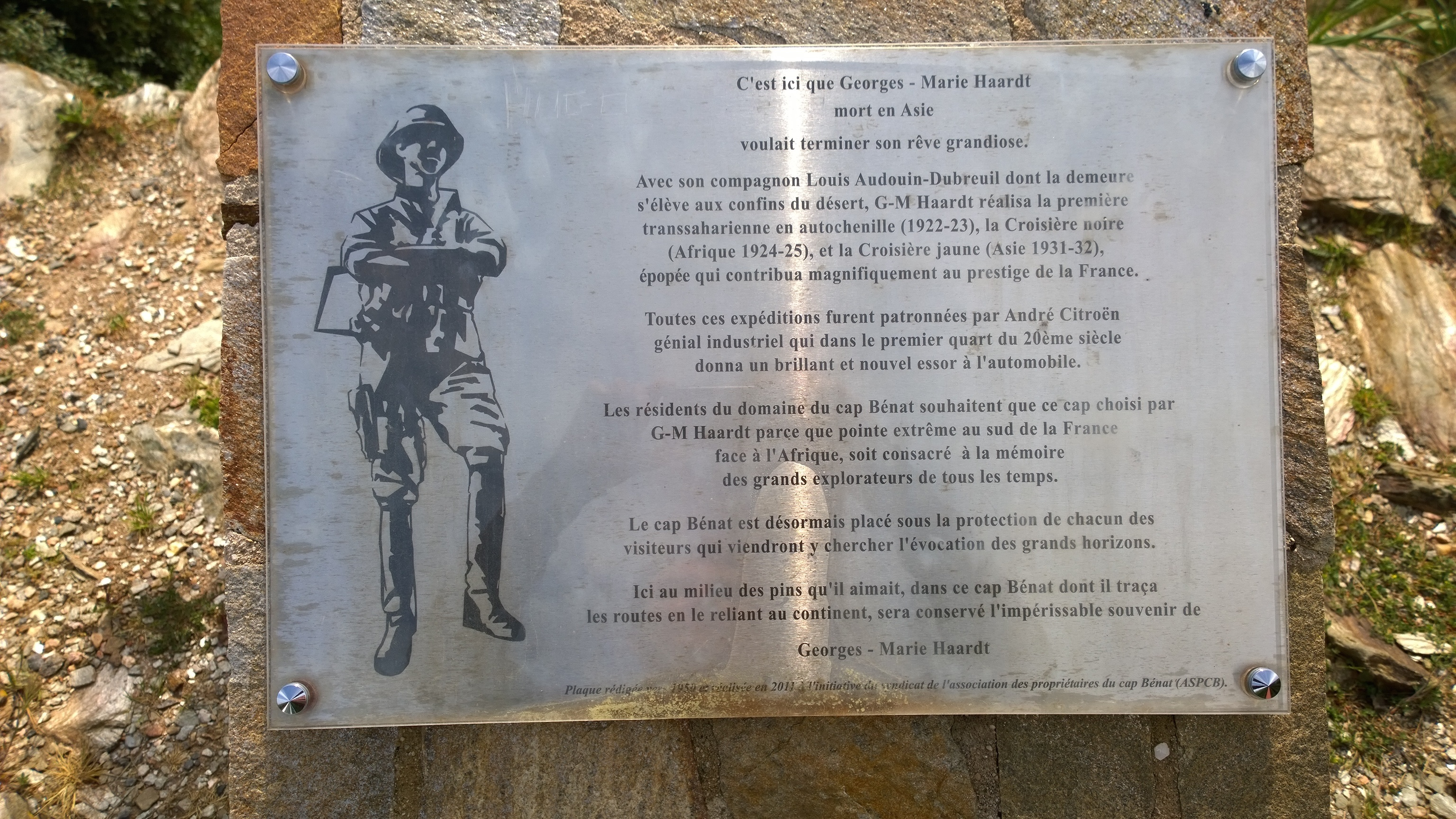
Plaque au Cap Bénat.

Né à Naples en 1884 de parents belges, naturalisé français en 1929, il servit durant la Première Guerre mondiale dans les blindés. Ingénieur, Il fut pendant vingt ans attaché à Citroën, d'abord comme responsable commercial puis comme directeur général de 1905 à 1923[réf. souhaitée]. Il est également vice-président de la Société anonyme André Citroën et directeur général de Mors de 1908 à 1914.
De sa vie privée, on sait peu de choses, sinon qu'il était protestant, marié et occupait un appartement rue de Rivoli.
Cet appartement avait été décoré en 1927 dans le style Art Déco par le décorateur Jacques-Émile Ruhlmann, et servait notamment d'écrin à de superbes portraits du peintre Alexandre Iacovleff, membre des Croisières noire et jaune.
Sa devise, inscrite sur le flanc de ses voitures de commandement, était « Res, non verba » : des actes, non des paroles.
Il fut nommé chef des trois expéditions Citroën, d'abord à travers le Sahara en autochenille en 1922-23, puis l'Afrique en 1924-25 (Croisière noire[réf. souhaitée]), puis l'Asie en 1931-32 (Croisière jaune[réf. souhaitée]). C'est à l'issue d'une grippe, compliquée en double pneumonie, contractée au cours de cette dernière expédition sur le chemin du retour, qu'il meurt à Hong Kong le 16 mars 1932.
Il était membre de l'Automobile Club de France.

## Hommages et décorations
En janvier 2015, la promotion 2016 de l'ENSTA Bretagne a été baptisée la promotion Georges-Marie Haardt en son honneur par le parrain de la promotion, Yann Vincent, directeur industriel et chaîne logistique de PSA Peugeot Citroën.
L'association des résidents du domaine du Cap Bénat ont souhaité que ce cap choisi par G.M. Haardt parce que pointe extrême au sud de la France face à l'Afrique, soit consacré à la mémoire des grands explorateurs de tous les temps.

## Décorations
- Commandeur de la Légion d'honneur (en 1932), Officier en 1925, Chevalier en 1923.